# Pi Hongyan
Pi Hongyan (皮红艳S, Pí HóngyànP; 25 gennaio 1979) è un'ex giocatrice di badminton cinese naturalizzata francese.

## Palmarès[2]

### Mondiali
- 1 medaglia:
  - 1 bronzo (Hyderabad 2009 nel singolare)

### Europei
- 3 medaglie:
  - 1 argento (Ginevra 2004 nel singolare)
  - 2 bronzi (Herning 2008 nel singolare; Manchester 2010 nel singolare)